# Ocellularia fecunda
Ocellularia fecunda är en lavart som först beskrevs av Edvard Vainio och som fick sitt nu gällande namn av Mason Ellsworth Hale 1974. 
Ocellularia fecunda ingår i släktet Ocellularia och familjen Thelotremataceae. Inga underarter finns listade i Catalogue of Life.